# Lily Brooks-Dalton
Lily Brooks-Dalton (Brattleboro, Vermont, 18 d'agost de 1987) és una escriptora estatunidenca.

## Trajectòria
Nascuda a l'estat de Vermont, als Estats Units, va estudiar a la Universitat de Massachusetts Amherst i a la Universitat Estatal de Portland, on es va graduar en Escriptura creativa el 2016.
El 2014 va debutar com a escriptora amb el llibre de memòries Motorcycles I've Loved: A Memoir, amb el qual va quedar finalista de l'Oregon Book Award. En ell fa un repàs autobiogràfic de la seva joventut al volant d'una motocicleta, la seva gran passió. El 2016 va publicar el seu segon llibre, la novel·la de ciència-ficció Good Morning, Midnight, un best-seller traduït a diversos idiomes i amb una adaptació cinematogràfica de George Clooney el 2020.

## Obra
- Motorcycles I've Loved: A Memoir. Riverhead/Penguin Random House, Nova York, 2014, ISBN 978-1-59463-321-8.
- Good Morning, Midnight. Random House, Nova York, 2016, ISBN 978-0-8129-9889-4. Traduïda al català per Alba Dedeu amb el títol El cel de mitjanit. Grup 62, 2020.
- The Light Pirate. Grand Central Publishing, Nova York, 2022.